# سلسلة جبال ميلر

سلسلة جبال ميلر (بالإنجليزية: Miller Range)‏ ا(83°15′S 157°00′E / 83.250°S 157.000°E)، هي سلسلة جبلية تمتد من جنوب مثلجة نمرود لمسافة 80 كم (50 ميل) على طول الحافة الغربية لمثلجة مارش في القارة القطبية الجنوبية. سُمّيت نسبة إلى جوزيف هولمز ميلر، أحد أعضاء الفريق النيوزيلندي ضمن بعثة الكوميولث (1958)، والذي قام برفقة جورج مارش بمسح تلك المنطقة.